# Judith Holofernes
Judith Holofernes, nascida Judith Holfelder von der Tann (* 12 de novembro de 1976 em Berlim) é uma cantora e compositora alemã, vocalista da banda Wir Sind Helden.
Judith nasceu em Berlim e mudou-se quando criança com sua mãe para Freiburg im Breisgau, no sudoeste do país. Após o 'Abitur ela retornou para sua cidade natal onde ingressou na Universidade de Arte de Berlim para estudar Relações Públicas, curso que não concluiu.
Sua primeira experiência musical foi como musicista de rua em Freiburg. Em 1999 ela lançou um trabalho solo Kamikazefliege, feito de forma amadora e em uma tiragem limitada de 500 cópias. O álbum não obteve qualquer sucesso. Em 2001 ela colaborou com a revista anti-consumista Adbusters, um grande marco em sua carreira, e formou junto com Pola Roy, Jean-Michel Tourette e Mark Travassol o Wir sind Helden, em que ela é vocalista e toca guitarra e que a tornou conhecida em toda a Alemanha. 
Seu nome artístico faz alusão a Holofernes, um general de Nabucodonosor II, cuja decapitação pela hebréia Judite é contada no livro deuterocanônico de Judite no Antigo Testamento. Judith e Holofernes é um tema bastante recorrente na História da Arte. Já foi retratado em quadros de Gustav Klimt e Rubens e esculturas de Donatello. O tema já foi também enfocado pelos dramaturgos Hebbel e Nestroy.
Desde de julho de 2006, Judith está casada com Pola Roy, baterista da banda. Em dezembro de 2006 ela deu à luz seu primeiro filho, Friedrich.